# Ricordo di Tivoli
Ricordo di Tivoli ist ein Gemälde des deutschen Malers Anselm Feuerbach, das im Jahre 1866 während eines Aufenthalts in Rom entstand.

## Bildinhalt
Das Gemälde zeigt zwei Kinder, die an den Wasserfällen des Tivoli östlich von Rom sitzen. Der blumenbekränzte Junge spielt auf einer Laute, das ebenfalls einen Blumenkranz tragende Mädchen hat den Kopf leicht in den Nacken gelegt. Ihre leicht geöffneten Lippen scheinen darauf hinzuweisen, dass sie singt. 
Der Landschaftsteil, der hier dargestellt ist und der sich anhand der Wasserfälle genau identifizieren lässt, war bekannt für seine Ruinen und Gebäude aus der Antike, dem Mittelalter und der Renaissance. Ursprünglich lag hier eine Stadt der Latiner, die mit dem gesamten Latium im 4. Jahrhundert v. Chr. unter römische Kontrolle kam (Municipium 90 v. Chr.). Vor der Stadt errichtete Kaiser Hadrian eine ausgedehnte Villenanlage, die Villa Adriana. Auch im Mittelalter war Tivoli einer der wichtigsten Orte in der Umgebung von Rom. Mitte des 16. Jahrhunderts erbaute Pirro Ligorio für Kardinal Ippolito d’Este die wegen der Wasserspiele in ihrem Renaissance-Garten berühmte Villa d’Este. Die romantische Lage der Stadt mit den Wasserfällen des Aniene, eines 110 Kilometer langen Flusses, der in den südlichen Simbruiner Bergen entsprang, zog eine Reihe von Künstler an.  

## Hintergrund

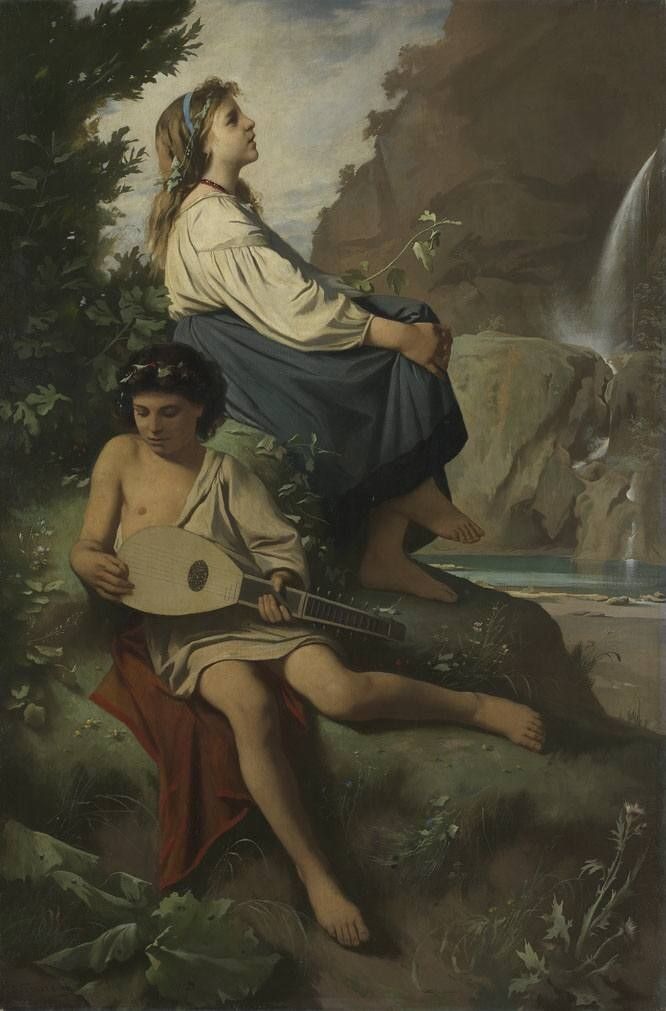
Kopie von 1868 in der Sammlung Schack

Dem Gemälde gingen sorgfältige Studien voraus. In der Nationalgalerie befinden sich nicht weniger als drei Vorzeichnungen zu diesem Gemälde. Auf den heutigen Betrachter wirkt das bukolische Idyll stilisiert, Anselm Feuerbach war jedoch mit seiner Komposition sehr zufrieden und wertete es gemeinsam mit seinem Gemälde Der Märchenerzähler am Brunnen und einer Familiendarstellung als Gemälde mit spiritueller Aussagekraft.
Anselm Feuerbach begann mit dem Gemälde zu Beginn des Jahres 1866 und beendete es am 31. Dezember desselben Jahres, datierte das Gemälde aber auf 1867. Es wurde von dem Münchner Kunstsammler Konrad Fiedler erworben, Anselm Feuerbach übergab das Gemälde dem Sammler jedoch erst 1868. Grund dafür war, dass der Sammler und langjähriger Unterstützer von Feuerbach, Graf Adolf Friedrich von Schack, eine Kopie des Gemäldes wünschte, an der Feuerbach länger arbeitete als er ursprünglich geplant hatte. Der Käufer von Ricordo di Tivoli, Konrad Fiedler, hatte zuvor ein ähnliches Gemälde von Feuerbach erworben. Dieses zeigt nur das junge Mädchen, die ihren Blick zum Betrachter hin wendete. Das Gemälde ist seit 1945 verschollen. Der berühmte Wasserfall findet sich auf zwei weiteren Gemälden aus dem Jahre 1864 (Nymphe belauscht spielende Kinder), die sich in der Schack-Galerie, München beziehungsweise im Kunstmuseum von Basel finden.

## Einzelbelege
1. ↑   The Metropolitan Museum, S. 96.
2. ↑   The Metropolitan Museum, S. 96.